# Haravilliers
Haravilliers é uma comuna francesa na região administrativa da Ilha de França, no departamento do Vale do Oise. Estende-se por uma área de 10.90 km². Em 2010 a comuna tinha 562 habitantes (densidade: 51,6 hab./km²).